# قلفاو
قرية قلفاو هي إحدى القرى التابعة لمركز سوهاج بمحافظة سوهاج في جمهورية مصر العربية. حسب إحصاءات سنة 2006، بلغ إجمالي السكان في قلفاو 14252 نسمة، منهم 7291 رجل و6961 امرأة.